# Lycée innovant de Paris
Le lycée innovant de Paris (LIP) est un lycée expérimental créé en 2024, à la suite de la fermeture de l'établissement expérimental précédent, le lycée autogéré de Paris (LAP, 1982-2024).
Se positionnant comme une alternative au lycée « classique », le LIP fonctionne sur la base d'une gestion collective de l'établissement et de la vie scolaire par ses membres (les élèves et l'équipe), ainsi qu'une pédagogie douce et inclusive qui met en avant l'importance d'un suivi individualisé.

## Histoire

### 1982: fondation du lycée autogéré de Paris
Fondé en 1982, le lycée autogéré de Paris est installé dans un ancien collège jésuite du XVIIIe siècle. Des enseignants et des jeunes (pour certains en « rupture » avec le système éducatif) en étaient les fondateurs, l'« initiateur » en ayant été Jean Lévi. Le LAP s'adressait à des adolescents et des jeunes adultes, âgés de 15 à 21 ans, dans une alternative au système éducatif traditionnel. Il met les élèves en condition d’autonomie : les problèmes rencontrés doivent être gérés par les élèves eux-mêmes, à plusieurs s'ils le souhaitent.

### 1990: rattachement administratif
Ce projet expérimental, ainsi que les trois autres centres expérimentaux ouverts en France, est considéré comme un succès et se voit conforté dans sa pérennisation à la suite d'un rapport d'inspection commandé par la direction des lycées en 198[Quand ?]. Cependant, dès 1990 celle ci réclame le rattachement du lycée autogéré de Paris à un établissement disposant d'un chef d'établissement, remettant ainsi en cause l'autonomie absolue du dispositif.

### 2011: luttes sociales et suppression de postes
En 2011, durant les réunions paritaires du rectorat de Paris, où se décident les attributions de postes de professeurs de chaque établissement, le LAP est informé d'une suppression de cinq postes (sur une équipe de 25) à compter de la rentrée 2011, ce qui risque d'entraîner la fermeture de l'établissement. En réaction à cette nouvelle, le lycée se mobilise et réussit à annuler la suppression de quatre postes et demi sur les cinq. En 2015, à la suite d'une mobilisation du personnel enseignant et des élèves, le demi-poste restant est réattribué au lycée. Désormais, le lycée peut compter sur les 25 professeurs à temps plein.

### 2024: fermeture du LAP et ouverture du LIP
Début 2024, le lycée est visé par une enquête administrative concernant des violences sexistes et sexuelles.
En juin 2024, le projet d'établissement du LAP n'est pas reconduit. Un nouveau dispositif expérimental, le lycée innovant de Paris, ouvre immédiatement, en lieu et place du LAP.

## Pédagogie

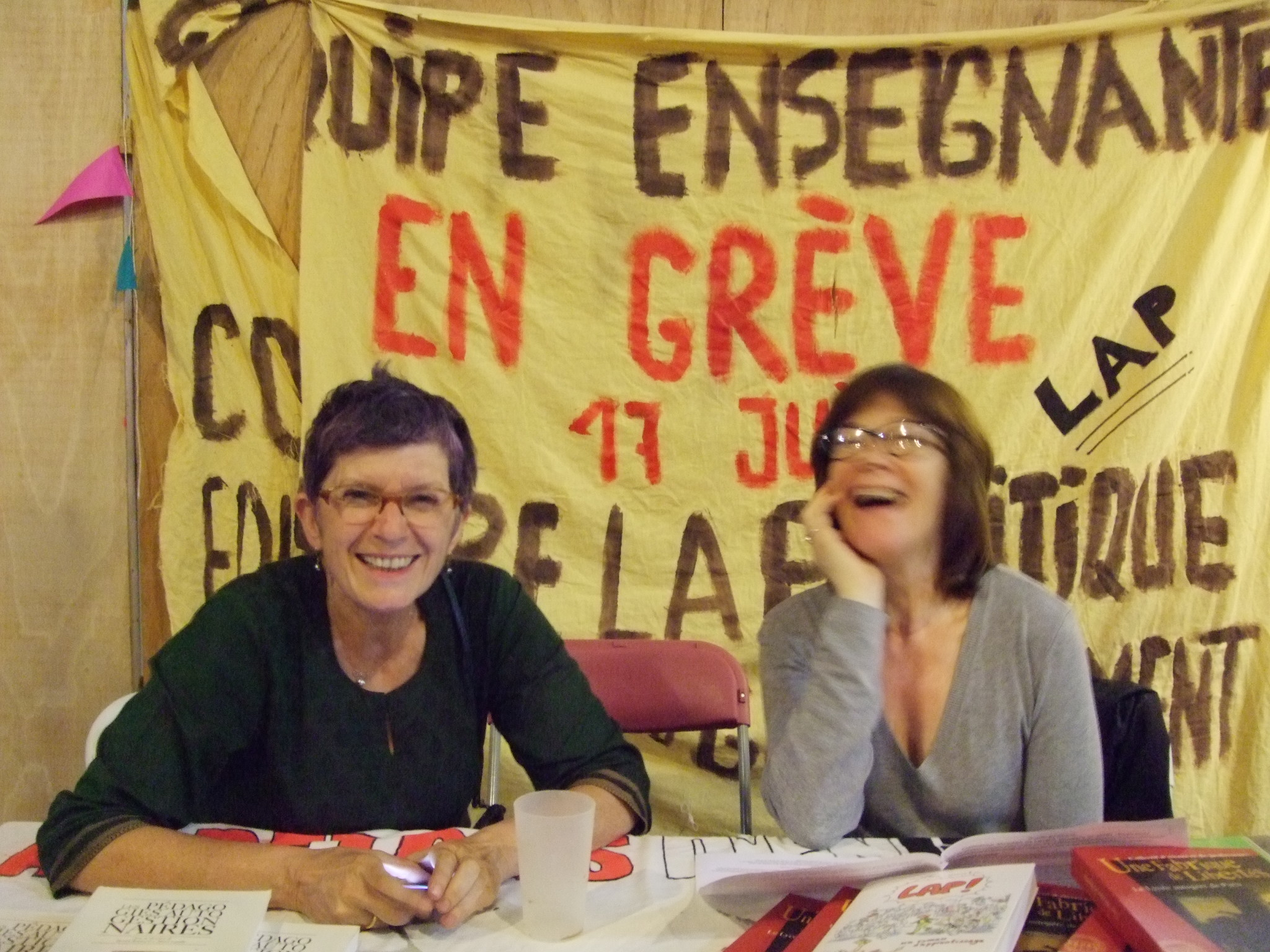
Stand du LAP à la Foire à l'autogestion en 2014.

Le lycée autogéré de Paris s'est inspiré d'expériences pédagogiques préexistantes, notamment les réseaux expérimentaux de collèges et d'écoles élémentaires, créés dans les années 1960 et 1970, tels l'école élémentaire Vitruve ouverte en 1962 dans le 20e arrondissement de Paris (toujours en fonctionnement) et le lycée expérimental d'Oslo, ouvert en 1967 en Norvège. On peut aussi citer le lycée expérimental de Saint-Nazaire, qui a ouvert ses portes six mois avant celui de Paris.
Parmi les références théoriques, outre l'apport de Célestin Freinet et de ses camarades de l'ICEM, la pédagogie du LAP trouve son inspiration dans les thèses des « dissidents », qui se sont reconnus un temps sous l'étiquette de la pédagogie institutionnelle Raymond Fonvieille et Fernand Oury. Néanmoins, le lycée autogéré de Paris s'avère plus proche de la tendance autogestionnaire et politique de Fonvieille que de la tendance psychanalytique d'Oury.
D'un point de vue pratique, les textes des universitaires Georges Lapassade et Michel Lobrot permettent d'appréhender cette expérience (« groupes, organisation, institution » pour le premier, « pédagogie institutionnelle » pour le second).
La pédagogie du LAP emprunte aussi au domaine de la psychothérapie institutionnelle (René Lourau et Félix Guattari).
La pratique de terrain amène à opérer une sorte de conciliation entre différentes théories, et entre théorie et pratique, car c'est l'établissement tout entier qui est au cœur du dispositif.

## Fonctionnement

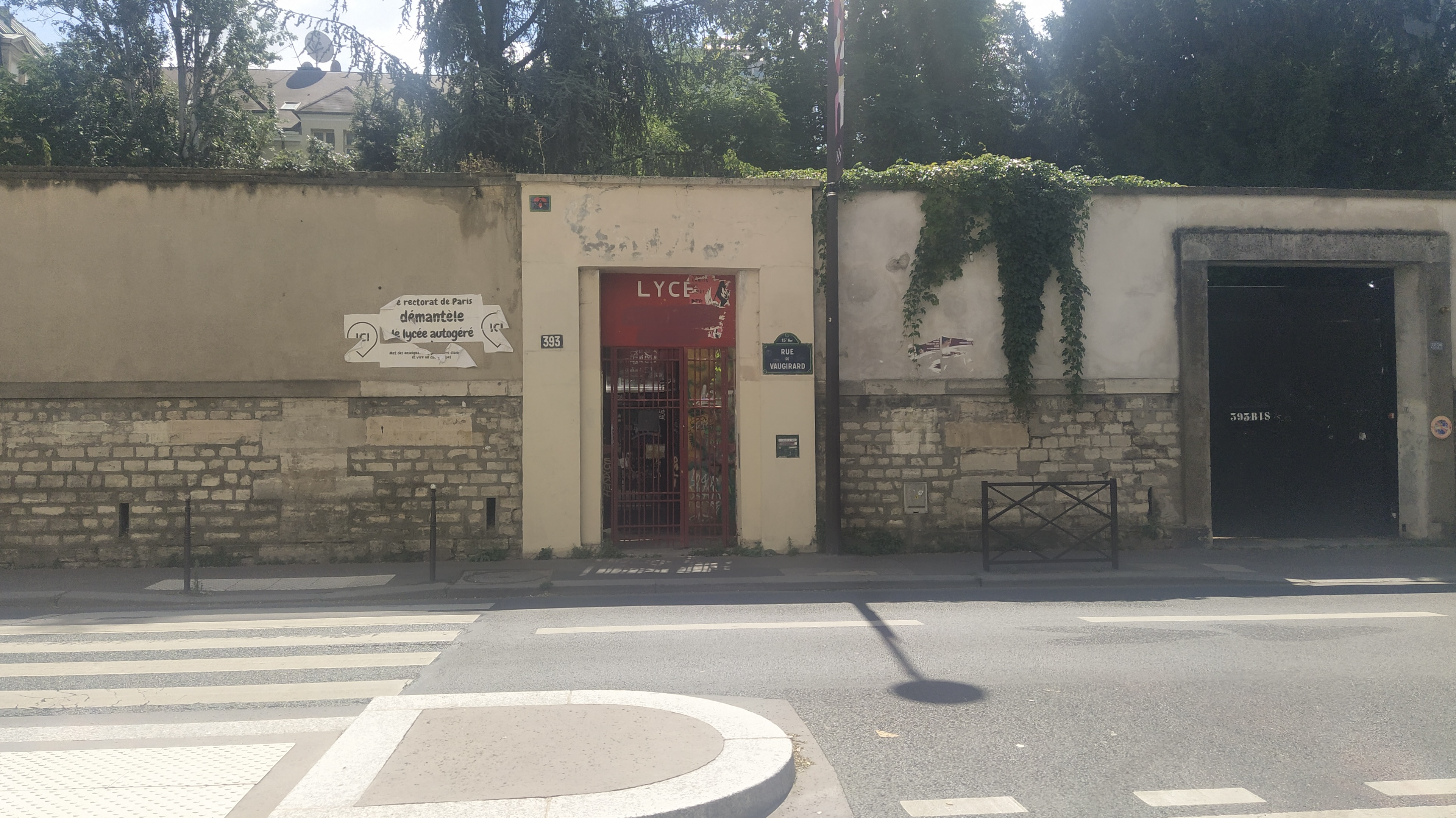
Entrée.

La participation de tous aux actions et aux décisions qui se rapportent à la vie de l’établissement est particulièrement recherchée. L'autogestion par l'entière population de l'établissement est mise en avant dans des structures collaboratives, dans la continuité du fonctionnement instauré pendant la période du LAP, avec notamment les commissions, les réunions des enseignants et des élèves et l’assemblée générale (néanmoins, certaines activités ont évolué depuis la fermeture du LAP, avec la disparition des groupes de base). Effectivement, le LIP fonctionne de manière que la vie à l'intérieur de ses locaux soit décidée et/ou exécutée « autant que possible » par tous les membres de la communauté. L'expérience est assumée par une équipe d'enseignants qui fonctionne en autogestion, à l'exception des décisions administratives et du contrôle du budget étant sous la direction du proviseur d'un lycée de rattachement, le lycée Jean-Lurçat.
Pour chaque enseignant, salarié de l'Éducation nationale, la participation à diverses tâches est impérative. La participation de chaque élève est encouragée, mais pas impérative. Selon le LAP, cette participation peut entrer en conflit avec d'autres projets : obtenir le baccalauréat, mener à bien un projet artistique, entretenir une carrière professionnelle, etc. Les élèves sont libres de fréquenter les cours. Pour certains, l'inspiration en est l'idéologie « coopérative » (adhésion volontaire), d'autres assimilent cela à la nécessité du « désir » d'aller en cours.
Parmi les instances de gestion, une réunion d'équipe, au moins deux heures chaque semaine, assume une forme de direction collégiale. Les difficultés sont analysées collectivement dans ces instances et le travail d'analyse contribue à la formation de tous les membres de cette collectivité. Ce lycée qui dès l'origine a été considéré au Ministère comme un regard sur le système éducatif français, un « analyseur », pourrait contribuer à la compréhension de ce qui se passe dans l'Éducation nationale.
Un « projet d'établissement » est publié chaque année par l'équipe du lycée et donne des informations détaillées sur le fonctionnement de celui-ci. Des contacts avec diverses entreprises autogérées se sont développés depuis 2005 grâce au réseau d'échanges de pratiques alternatives et solidaires (« REPAS »), ainsi qu'avec d'autres structures mettant en avant une éducation alternative.

## Résultats et classements
Un classement réalisé par le magazine L'Étudiant en janvier 2009 révèle que le taux d'obtention du baccalauréat dans ce lycée est de 26 %, et qu'il se classe, selon les critères de ce journal, dernier sur les 1871 lycées de France.
En 2013, un classement relayé par le journal Le Monde le classe une nouvelle fois dernier lycée de France en termes de valeur ajoutée par rapport aux lycées similaires dans l'académie, et avant-dernier en taux d'obtention du bac, avec une réussite de 30 %.
En 2015, le lycée se classe 109e sur 109 au niveau départemental quant à la qualité d'enseignement, et 2285e au niveau national. Le classement s'établit sur trois critères : le taux de réussite au baccalauréat, la proportion d'élèves de première qui obtient le baccalauréat en ayant fait les deux dernières années de leur scolarité dans l'établissement, et la valeur ajoutée (calculée à partir de l'origine sociale des élèves, de leur âge et de leurs résultats au diplôme national du brevet).
En 2018, un article du Figaro affirme que, dans ce lycée, le taux de réussite au bac est d’environ 40 %, « bien inférieur à la moyenne nationale (88 %). Mais “s’ils n’étaient pas venus ici, beaucoup ne l’auraient jamais passé”, rappelle [un] professeur ».
Ces résultats sont néanmoins à relativiser avec le projet d'établissement, d'abord car les élèves n'ont pas l'obligation d'assister aux cours, et ensuite car le lycée a plutôt pour but de les aider à s'épanouir par la pratique d'activités plus culturelles (photographie, théâtre...) auxquelles ils n'auraient pas forcément eu accès, que de les amener nécessairement au baccalauréat.

## Controverses et incidents
De par sa nature engagée et son fonctionnement atypique, le LIP (et anciennement le LAP) attire parfois des commentaires négatifs sur son fonctionnement, notamment concernant ses résultats mais également quant à la perception du positionnement des élèves dans la société française.
Ceci amène parfois des groupes externes à des confrontations avec les membres de l'établissement. En mars 2018, le lycée autogéré de Paris est perturbé par des militants d’extrême droite se réclamant du Groupe union défense (GUD), qui tentent de s'introduire dans l’établissement et créent des incidents. Le lycée ayant décidé de porter plainte, le parquet de Paris requiert un an de prison, dont six mois avec sursis, contre les deux prévenus.

## Anciens élèves

### Anciens élèves du LAP
- Sarah Kaminsky, autrice et scénariste
- Mélaka, dessinatrice de bande dessinée[16],[17]
- Miko, animateur et réalisateur
- Arnaud Soulier, réalisateur et ingénieur du son
- Théa, chanteuse et compositrice[18]
- Simon Chevrier, auteur[19]